# Слизюк, Майк
Майкл «Майк» Слизю́к (англ. Michael "Mike" Slyziuk; 18 сентября 1918, Grandview, Манитоба — 10 октября 2003, Детройт, Мичиган) — американский кёрлингист.
В составе мужской сборной США участник и бронзовый призёр чемпионата мира 1963. Двукратный чемпион США среди мужчин.
Играл на позиции четвёртого, был скипом команды.
Вступил в кёрлинг-клуб Detroit Curling Club (Детройт) в 1948, в 1969—1970 был президентом клуба, 35 лет активно занимался кёрлингом, десять раз выступал на чемпионатах США.
В 1990 введён в Зал славы Ассоциации кёрлинга США (англ. United States Curling Association Hall of Fame).

## Достижения
- Чемпионат мира по кёрлингу среди мужчин: бронза (1963).
- Чемпионат США по кёрлингу среди мужчин: золото (1958, 1963).

## Команды
| Сезон   | Четвёртый   | Третий        | Второй        | Первый           | Турниры             |
| ------- | ----------- | ------------- | ------------- | ---------------- | ------------------- |
| 1957—58 | Майк Слизюк | Douglas Fisk  | Эрнест Слизюк | Merritt Knowlson | ЧСША 1958           |
| 1962—63 | Майк Слизюк | Нельсон Браун | Эрни Слизюк   | Уолтер Хабчик    | ЧСША 1963 · ЧМ 1963 |

(скипы выделены полужирным шрифтом)

## Частная жизнь
Его брат Эрнест «Эрни» Слизюк тоже был кёрлингистом, они вместе играли в одной команде, стали двукратными чемпионами США и выступали на чемпионате мира 1963.